# Rocco Gaetani
Rocco Antonio Gaetani (Crotone, 2 febbraio 1957 – Cosenza, 18 gennaio 2020) è stato un operaio, sindacalista, politico e dirigente d'azienda italiano.

## Biografia

### Carriera politica
Si avvicina alla politica giovanissimo iscrivendosi nel 1973 alla Federazione Giovanile Comunista Italiana.
Nel 1976 entra a lavorare alla Montedison come operaio. Riprende a fare politica in fabbrica militando nel sindacato della UIL, da cui si dimetterà nell'aprile del 1983 in aperto contrasto sul tema della scala mobile.
Nel giugno del 1983 si candida nelle file del Partito Repubblicano Italiano per il Consiglio comunale di Crotone. Nell'agosto del 1983 si iscrive alla CGIL e al Partito Comunista Italiano.
Nel 1992 viene eletto consigliere comunale a Crotone nelle liste del PDS; nel 1995 viene eletto vicesindaco di Crotone e Assessore all'Urbanistica con l'elezione a sindaco di Gaetano Grillo.
È eletto deputato alle elezioni politiche del 1996. Alle elezioni politiche del 2001 è ricandidato alla Camera dei Deputati nel collegio uninominale di Crotone, venendo sconfitto dalla candidata della Casa delle Libertà Dorina Bianchi per 85 voti.
Nel 2002 viene eletto segretario provinciale dei DS.

### Carriera dirigenziale
Dal 20 marzo 2014 al 18 gennaio 2020, giorno della sua morte, è stato presidente dell'Azienda Krotonese per l'Energia e l'Ambiente (A.KR.E.A.), società per azioni controllata dal Comune di Crotone che si occupa di raccolta e smaltimento dei rifiuti.